# Domokos Mátyás (irodalomkritikus)
Domokos Mátyás (Gyula, 1928. április 18. – Budapest, 2006. június 16.) magyar irodalomkritikus, -történész, szerkesztő, könyvtáros.
Házastársa: Sebestyén Ilona

## Életpályája
Domokos László és Bodoki Jolán gyermekeként született. Hároméves korában került Makóra, az alföldi településre később szülővárosaként emlékezett; a Makói József Attila Gimnázium tanulója volt, pályája is itt indult.
1946–1948 között az SZTE BTK diákja volt. A szegedi egyetem német–filozófia szakos hallgatója volt 1948–1950 között, majd felsőfokú tanulmányait a budapesti Eötvös-kollégium tagjaként folytatta 1948-ban, ahonnan 1 évvel később kizárták.
1950-ben magyar–német szakos tanári oklevelet szerzett. 1951–1953 között az Országos Természettudományi Múzeum könyvtárosa volt. 1953–1991 között a Szépirodalmi Könyvkiadó felelős szerkesztője, 1967–1977 között főszerkesztője volt. 1972-től a Rádió külső munkatársa volt. 1981–1986 között a Magyar Írók Szövetségének elnökségi tagja volt. 1989–2000 között a Holmi folyóirat társszerkesztője. 1991-től a Századvég, majd az Osiris Kiadó irodalmi vezetője 2004-ig. 1995-től haláláig a Nap Kiadó irodalmi vezetője. 1992-ben a Széchenyi Irodalmi és Művészeti Akadémia alapító tagja, 1992–1994 között alelnöke, 1994–1998 között ügyvezető elnöke volt.

## Munkássága
1960-as évek közepétől kritikái, tanulmányai főként a Kortárs, a Jelenkor, az Alföld, a Tiszatáj, az Élet és Irodalom, a Forrás,  a Dunatáj, az Újhold Évkönyv, a Holmi, a Magyar Szemle című folyóiratokban jelentek meg.
Gondozta Szabó Lőrinc, Weöres Sándor, Illyés Gyula, Karinthy Ferenc, Márai Sándor, Németh László műveit.

## Művei
- Ugyanarról másképpen (Esszék, kritikák; Szépirodalmi, 1977)
- A rabszolga-óriás – Három írás Illyés Gyuláról (Esszék; Megyei Könyvtár, Békéscsaba, 1981)
- Versekről – költőkkel (Lator Lászlóval) (Beszélgetések; Madách-Szépirodalmi, 1982)
- A pályatárs szemével  (Beszélgetések; Magvető, 1982)
- Átkelés – áttűnés (Tanulmányok; Szépirodalmi, 1987)
- Varázstükrök között (Esszék, kritikák; Szépirodalmi, 1991)
- Mondtam a magamét (Jegyzetek; Belvárosi, 1993)
- Leletmentés – Könyvek sorsa a „nemlétező” cenzúra korában: 1948–1989 (Osiris, 1996)
- Hajnali józanság (Esszék, viták, elemzések; Kortárs, 1997)
- Adósságlevél (Esszék, tanulmányok Illyés Gyuláról; Kortárs, 1998)
- Írósors (Németh Lászlóról. Nap Kiadó, 2000)
- A porlepte énekes (Weöres Sándorról. Magyar esszék sorozat; Nap Kiadó, 2003)
- Nem-múló múlt (Magyar esszék; Nap Kiadó, 2006)
- Az olvasó fényűzése I-III. (Magyar esszék, Válogatott tanulmányok; Nap Kiadó, 2007)
- A metafizikus költészetről (Rádió-előadás. Különleges könyvek; Nap Kiadó, 2008)
- "A legnagyobb bátorság a remény". Írások Illyés Gyuláról; Nap, Budapest, 2016 (Magyar esszék)

## Összeállításai
- Veres Péter Válogatott művei (1973)
- Szabó Lőrinc Összes versei (1982)
- Magyar Orpheus című Weöres Sándor-emlékkönyv (1990)
- Egyedül mindenkivel. Weöres Sándor beszélgetései, nyilatkozatai és vallomásai (Szépirodalmi, 1993)
- In memoriam Nemes Nagy Ágnes. Erkölcs és rémület között (Lengyel Balázzsal. Nap Kiadó, 1996)
- In memoriam Mándy Iván. A pálya szélén (Lengyel Balázzsal. Nap Kiadó, 1997)
- In memoriam Karinthy Frigyes. A humor a teljes igazság (Nap Kiadó, 1998)
- In memoriam Szabó Lőrinc. Homlokodtól fölfelé (Nap Kiadó, 2000)
- In memoriam Illyés Gyula. Nem menekülhetsz (Nap Kiadó, 2002)
- Illyés Gyula: A törzs szavai (Nap Kiadó, 2002)
- Fodor András emlékezete. Konok idő (Lakatos Andrással. Nap Kiadó, 2003)
- A magyar novella antológiája I-II. (Osiris Kiadó, 2003)
- A régi Magyarország képeslapokon. (Osiris Kiadó, 2004)
- In memoriam Ady Endre. A Komp-ország poétája (Nap Kiadó, 2005)
- Illyés Gyula József Attiláról. (Nap Kiadó, 2006)
- Sebestyén László. Szárszó – Petőfi párt – Magyar őstörténet (Nap Kiadó, 2006)
- A magyar esszé antológiája I-II. Sorskérdések (Osiris Kiadó, 2006)
- A magyar esszé antológiája III. Irodalom (Posztumusz. Lakatos András fejezte be. Osiris Kiadó, 2007)

## Díjai, elismerései
- 1977: A Munka Érdemrend bronz fokozata
- 1978: A Munka Érdemrend ezüst fokozata
- 1978: A Művészeti Alap Irodalmi díja
- 1980: József Attila-díj
- 1986: Déry Tibor-díj
- 1988: Illés Endre-díj
- 1991: Az Év Könyve Jutalom
- 1993: Kortárs-díj
- 1994: Széchenyi-díj
- 1994: A Magyar Köztársasági Érdemrend középkeresztje
- 1998: Tiszatáj-díj
- 1999: Nemes Nagy Ágnes-díj
- 1999: Kosztolányi Dezső-díj
- 2001: Év Könyve-díj
- 2001: Magyar Örökség díj
- 2007: Budai Könyv-díj